# Alectra parvifolia
Alectra parvifolia là loài thực vật có hoa thuộc họ Cỏ chổi. Loài này được (Engl.) Schinz mô tả khoa học đầu tiên năm 1890.